# Temples of Ice
| Оценки критиков | Оценки критиков |
| Источник        | Оценка          |
| --------------- | --------------- |
| Allmusic        | [ 1 ]           |
| Rock Hard       | 7/10            |

Temples of Ice (с англ. «Храмы льда») — седьмой студийный альбом английской металлической группы Venom. Он был выпущен на лейбле Under One Flag records в 1991 году и реализовывался компанией Music for Nations.
На альбом вошла кавер-версия песни «Speed King» группы Deep Purple.

## Список композиций
Слова и музыка всех песен — Venom, кроме отмеченной.
| №   | Название                             | Автор(ы)                                                     | Длительность |
| --- | ------------------------------------ | ------------------------------------------------------------ | ------------ |
| 1.  | «Tribes»                             |                                                              | 3:44         |
| 2.  | «Even in Heaven»                     |                                                              | 3:57         |
| 3.  | «Trinity MCMXLV 0530»                |                                                              | 3:33         |
| 4.  | «In Memory of (Paul Miller 1964-90)» |                                                              | 4:17         |
| 5.  | «Faerie Tale»                        |                                                              | 4:21         |
| 6.  | «Playtime»                           |                                                              | 3:18         |
| 7.  | «Acid»                               |                                                              | 4:13         |
| 8.  | «Arachnid»                           |                                                              | 2:42         |
| 9.  | «Speed King» (Deep Purple cover)     | Ричи Блэкмор, Роджер Гловер, Джон Лорд, Иэн Пейс, Иэн Гиллан | 3:31         |
| 10. | «Temples of Ice»                     |                                                              | 6:44         |

## Состав
- Tony «Demolition Man» Dolan — вокал, бас-гитара
- Jeff «Mantas» Dunn — электрогитара
- Al Barnes — ритм-гитара
- Anthony «Abaddon» Bray — ударные
- Звукорежиссёр — Kevin Ridley
- Сведение — Kevin Ridley и Pete Peck в Great Linford Manor, Англия